# پلی فنیلن سولفید

پلی فنیلن سولفید

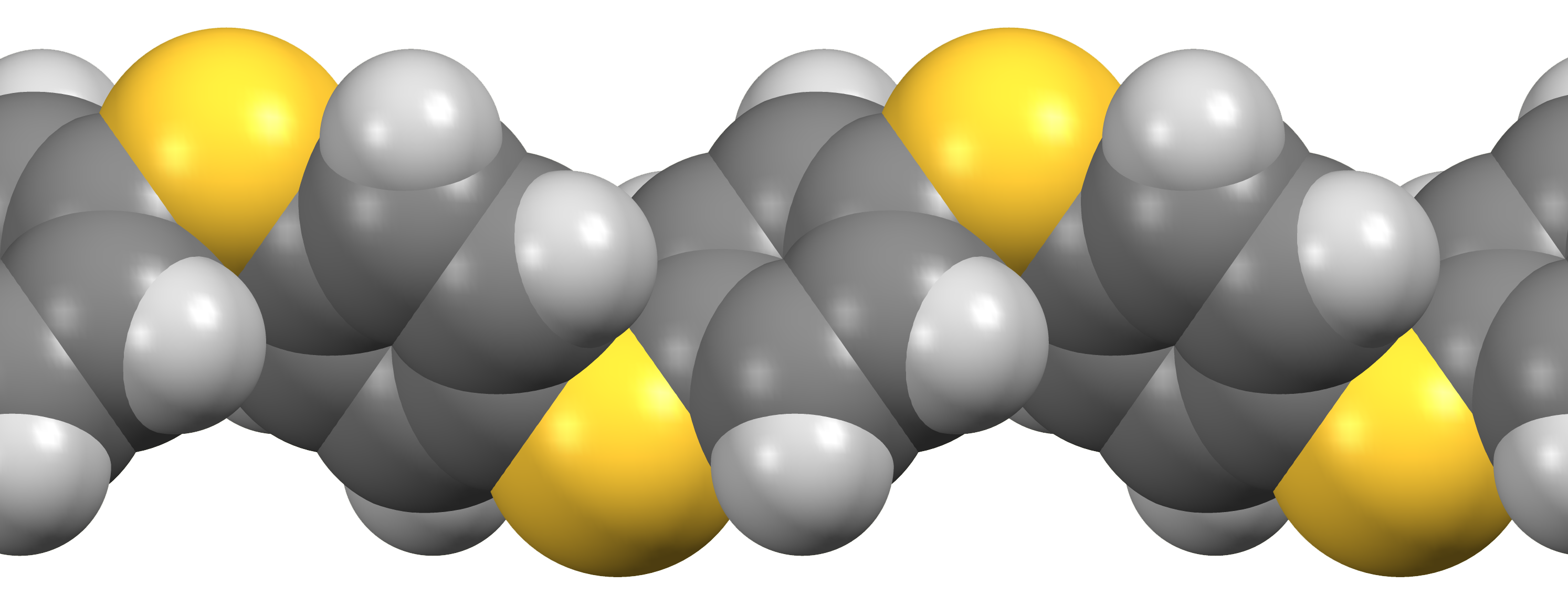
مدل پر کردن فضا از یک بخش کوتاه از یک زنجیره پلی فنیلن سولفید از ساختار بلوری

پلی فنیلن سولفید (PPS) یک پلیمر آلی است که از حلقه‌های آروماتیک متصل شده توسط سولفیدها تشکیل شده‌است. الیاف مصنوعی و پارچه‌های حاصل از این پلیمر در برابر واکنش شیمیایی و حرارتی مقاومت می‌کنند. PPS در فیلتر دیگهای بخار ذغال سنگ، نمدهای کاغذ سازی، عایق الکتریکی، خازن‌های فیلم، غشاهای مخصوص، واشرها و بسته‌بندی‌ها استفاده می‌شود. PPS پیش ماده یک پلیمر رسانا از خانواده پلیمرهای میله ای نیمه انعطاف‌پذیر است. PPS، که در غیر این صورت عایق است، می‌تواند با اکسیداسیون یا استفاده از مواد شیمیایی به فرم نیمه رسانا تبدیل شود.
پلی فنیلن سولفید یک پلاستیک مهندسی است که امروزه معمولاً به عنوان یک ترموپلاستیک با کارایی بالا استفاده می‌شود. PPS را می‌توان قالب‌گیری، اکسترود یا ماشین کاری کرد تا به تلرانس‌های محکم تبدیل شود. در حالت جامد خالص، ممکن است به رنگ سفید مات و روشن مات نیز باشد. حداکثر دمای کاری این پلیمر ۲۱۸ درجه سلسیوس (۴۲۴ درجه فارنهایت) است. در حال حاضر PPS که بتواند در دمای کمتر از ۲۰۰ درجه سلسیوس (۳۹۲ درجه فارنهایت) در یک حلال حل شود یافت نشده‌است.
یک راه آسان برای شناسایی ترکیب موجود از طریق صدای فلزی است که هنگام برخورد ایجاد می‌شود.

## تولیدکنندگان و نام‌های تجاری
PPS با نام‌های تجاری مختلف توسط تولیدکنندگان مختلف به بازار عرضه می‌شود. معروف‌ترین تولیدکنندگان این پلیمر در صنعت عبارتند از China Lumena New Materials، سولوی، کوریها، گروه اس‌کی، سلانیس، دیک کورپوریشن، تورای , Zhejiang NHU مواد ویژه، سابک و توسوه. سایر تولیدکنندگان شامل Chengdu Letian Plastics , Lion Idemitsu Composites و Initz (سرمایه‌گذاری مشترک SK Chemicals و تیجین) هستند.
در زیر نمونه‌هایی از نام‌های تجاری انتخاب شده توسط سازنده و نوع PPS آورده شده‌است:
- Tedur , Albis Plastic، از نوع خطی
- DIC PPS، شرکت DIC، خطی و متقابل
- DURAFIDE، شرکت پلاستیک پلاستیک، از نوع خطی
- ECOTRAN , INITZ، از طریق A. Schulman توزیع و پخش می‌شود
- Fortron , Ticona، از نوع خطی
- پتکو، Tōsō
- شرکت Therma-Tech TT9200-5001، شرکت PolyOne
- Ryton , Solvay Special Polymers، خطی و پیوندی
- تورلینا تورای
- NHU-PPS، ژجیانگ NHU شرکت آموزشی ویبولیتین، نوع خطی و متقابل

## مشخصات
PPS یکی از مهمترین پلیمرهای ترموپلاستیک در کاربردهای دمای بالا است زیرا خصوصیات مطلوبی را از خود نشان می‌دهد. این خصوصیات شامل مقاومت در برابر گرما، اسیدها، مواد قلیایی، کپک، سفید کننده‌ها، پیری، نور خورشید و سایش است. PPSا فقط مقدار کمی حلال را جذب می‌کند و در برابر رنگرزی مقاومت می‌کند.

## تولید

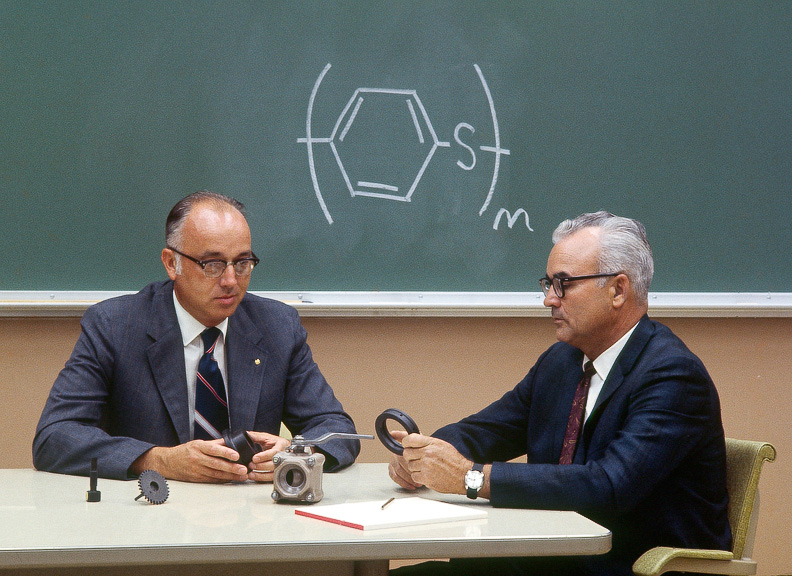
هیل و ادموندز، توسعه دهندگان PPS

تعریف کمیسیون تجارت فدرال برای فیبرهای سولفور بشرح زیر است.
«در فیبرهای سولفوری تولید شده ماده تشکیل دهنده فیبر یک پلی سولفید مصنوعی با زنجیره بلند است که در آن حداقل ۸۵٪ ترکیب از اتصال مسقیم سولفید (—S-) به دو حلقه آروماتیک تشکیل شده‌است.»
پلیمر PPS (پلی فنیلن سولفید) در اثر واکنش سولفید سدیم با دی-کربو بنزن تشکیل می‌شود:
ClC6H4Cl + Na2S → 1/n [C6H4S]n + 2 NaCl
روند تولید تجاری PPS (رایتون) در ابتدا توسط دکتر اچ وین هیل جونیور و جیمز تی ادموندز در شرکت نفت فیلیپس توسعه داده شد. N-متیل-۲-پیرولیدون (NMP) به عنوان حلال واکنش استفاده می‌شود زیرا در دمای بالا برای سنتز پایدار است و عامل سولفید کننده و واسطه‌های الیگومری را حل می‌کند.
رابرت دبلیو کمپل اختراع PPS با وزن مولکولی بالا و خطی را که قادر به خارج شدن از درون فیلم و ذوب شدن در فیبر است، ابداع کرد.
اولین الیاف گوگرد تجاری ایالات متحده در سال ۱۹۸۳ توسط شرکت فیلیپس فیبرز، یک شرکت تابعه از شرکت فیلیپس ۶۶ تولید شد.